# Federico Canuti
Federico Canuti (Pésaro, 30 de agosto de 1985) es un ciclista italiano.

## Palmarés
- No ha conseguido ninguna victoria como profesional

## Resultados en Grandes Vueltas
| Carrera         | 2008 | 2009 | 2010 | 2011 | 2012  | 2013 | 2014 | 2015 | 2016 | 2017 |
| --------------- | ---- | ---- | ---- | ---- | ----- | ---- | ---- | ---- | ---- | ---- |
| Giro de Italia  | -    | -    | Ab.  | 94.º | -     | -    | -    | -    | -    | -    |
| Tour de Francia | -    | -    | -    | -    | 114.º | -    | -    | -    | -    | -    |
| Vuelta a España | -    | -    | -    | -    | -     | -    | -    | -    | -    | -    |

-: no participa
Ab.: abandono
F.c.: descalificado por "fuera de control"